# Міські голови Харкова

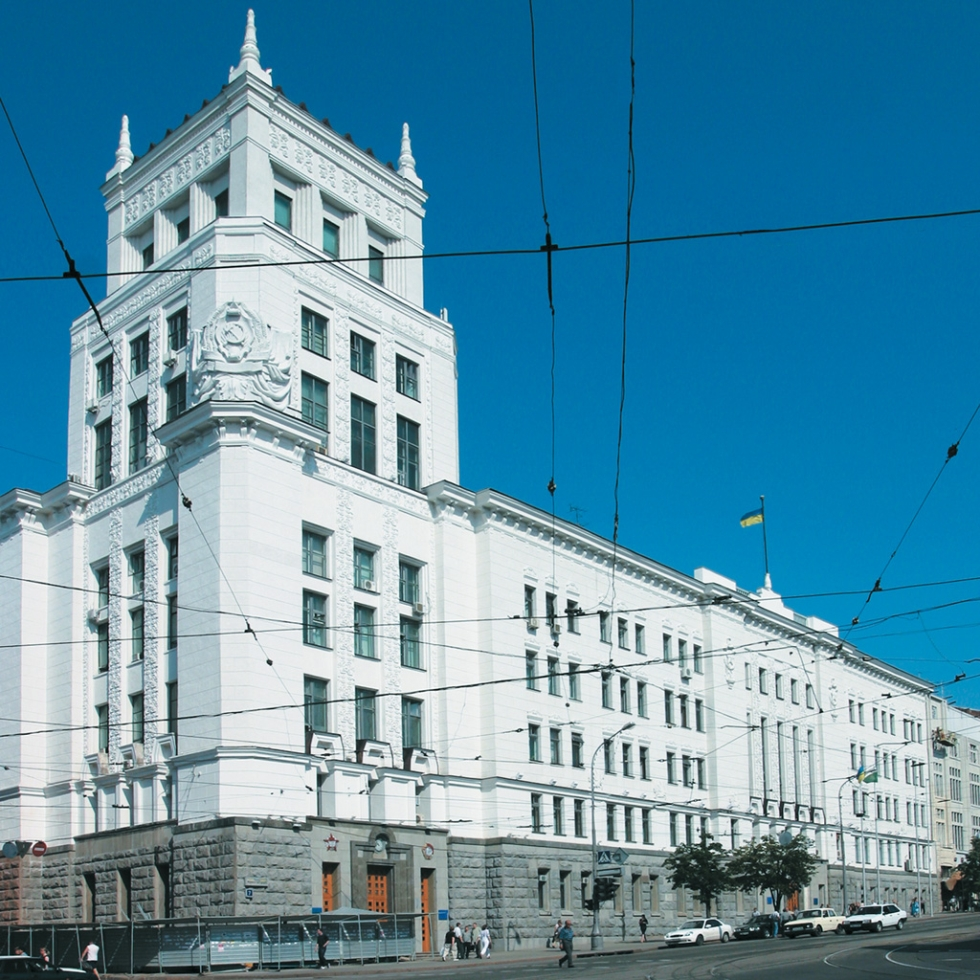
Мерія Харкова

Міський голова Харкова — головна посадова особа Харкова, що представляє його інтереси, обирається на 5 років та здійснює свої повноваження на постійній основі. Очолює виконавчий комітет міської ради, головує на засіданнях міської ради.
На цей час посаду міського голови Харкова обіймає Ігор Терехов.

## Міські голови до 1918 року
- 1767–1768 рр. — Гуковський Павло — виходець зі слобідської козацької старшини, абшитований сотник. До призначення виконував обов'язки помічника сотника, відповідав за боротьбу з пожежами в місті. Володів шинком.
- 1768–1778 рр. — Афанасьєв Федір — підпрапорний, двічі обирався головою місцевого самоврядування (1768 і 1771 роках). Уперше змінив свого попередника на тимчасовій посаді, удруге був обраний уже на постійну посаду.
- 1779–1784 рр. — Артюхов Петро Іванович — був посадовцем як за самоврядування Слобідських козацьких полків, так і після ліквідації автономії Слобідської України. Після закінчення терміну перебування міським головою обіймав відповідальні посади в органах місцевого самоврядування (бургомістра, засідателя губернського магістрату).
- 1784–1789 рр. — Карпов Артемій — перебував на посаді два трирічні виборні терміни, належав до еліти харківського купецтва (купець 2-ї гільдії). Вступав у конфлікт із губернським магістратом, судився з ним і вигравав. У 1787 році на чолі депутації городян вітав Катерину II під час її приїзду до Харкова.
- 1790–1791 рр. — Павлов Олександр — один з небагатьох представників дворянства, а не купецтва в керівництві міського самоврядування до реформи 1870 року. Колезький реєстратор.
- 1791–1793 рр. — Тамбовцев Олексій — купець. Обіймав посади бургомістра міського магістрату, старости зі складання міської обивательської книги. З посади старости через місяць попросився у відставку, за що був тимчасово виключений з міської громади.
- 1793–1796 рр. — Анікєєв Андрій — виходець з купців (2-га гільдія). Був одним з ініціаторів клопотання харківських купців про заборону різночинцям торгувати в місті. Удруге обіймав посаду міського голови в 1805–1808 роках.
- 1796–1799 рр. — Бутенко (Бутенков) Михайло — харківський купець. Обіймав посади ратмана першого Харківського міського магістрату, міського старости. Був удостоєний звання іменитого громадянина міста (1793 р.). Після відставки з посади міського голови володів шинком.
- 1799–1805 рр. — Урюпін Єгор Єгорович — купець. Обіймав високі посади в системі місцевого самоврядування. Зробив великий внесок у справу заснування Харківського університету. Вступав у конфлікти з губернаторами. У 1803 році його силоміць поклали в божевільню. Проте зумів відстояти свої права, подавши прохання найвищій особі, і домігся звільнення губернатора з посади.
- 1805–1808 рр. — Анікєєв Андрій (знов).
- 1808–1811 рр. — Карпов Федот Дорофійович — старообрядець, один з найбільших власників і землевласників Харкова, що володів фабрикою та лавками в центрі міста, Родоначальник відомого купецького роду. На своїх ділянках поселяв відставних солдатів — «москалів», через що згодом цей район Харкова набув назву Москалівка, яку носить досі.
- 1811–1823 рр. — Ламакін Василь Михайлович — багатий харківський купець, що чотири рази обирався міським головою, великий меценат. Відрізнявся лояльністю до губернської адміністрації: організував масштабний збір пожертвувань на потреби армії в міській думі.
- 1823–1828 рр. — Криворотов Григорій — представник купецтва в Харківському міському самоврядуванні. У 1807 році був єдиним на той час у місті купцем 1-ї гільдії (у 40-х роках XIX століття був записаний в 3-тю гільдію).
- 1829–1834 рр. — Мотузков Антон — двічі очолював харківське самоврядування, боровся з холерної епідемією 1830–1831 років. Пожертвував велику суму грошей на утримання лікарні для хворих на холеру. Під час другого терміну Мотузкова Харків придбав ділянку, на яку згодом перевели центральний (нині Благовіщенський) ринок.
- 1835 р. — Кузін Кузьма Микитович (обраний, але не займав посади) — купець 1-ї гільдії, що торгував горілкою та винами та володів золотими копальнями в Сибіру. Один з найбільших власників нерухомості в Харкові. Активний благодійник, побудував на свої гроші церкву на Холодногірському кладовищі. Першим з жителів Харкова був удостоєний звання комерції радника. Почесний громадянин.
- 1835–1837 рр. — Ковальов Дмитро — купець 3-ї гільдії, який до обрання міським головою був гласним міської шестигласної думи. Перебував на посаді протягом двох років.
- 1838 р. — Карпов Сергій Федотович — син міського голови Федота Дорофійовича Карпова. Навчався бухгалтерії у Данциґу, був одним з найосвіченіших підприємців міста. Після смерті батька — найбагатший купець, найбільший власник нерухомості та підприємств. Заснував одну з перших у Харкові сукняних фабрик. Почесний громадянин. Відмовився від посади невдовзі після обрання.
- 1838–1839 рр. — Базилевський Федір Васильович — купець 3-ї гільдії. Очолив самоврядування після відмови попередника від посади, оскільки посів друге місце за кількістю голосів. Через рік подав прохання про відставку, мотивуючи це станом здоров'я і потребою зосередитися на веденні комерційних справ після смерті сина.
- 1839–1840 рр. — Климов Андрій Павлович — купець 3-ї гільдії. Не приділяв достатньо уваги виконанню своїх службових обов'язків. Під час його відсутності Харківським міським громадським управлінням керував старший бургомістр П. Д. Грановський.
- 1841 р. — Котляров Михайло Петрович — купець 3-ї гільдії, меценат. Відомий тим, що підтримував низькі ціни під час неврожаїв. Удостоєний подяки імператриці Марії Федорівни, подяки харківських військових і цивільних губернаторів, звання потомственого почесного громадянина і «монаршого благовоління» Миколи I. Добровільно подав у відставку.
- 1841–1843 рр. — Грінченко (Грінченков) Гавриїл — купець, підприємець. Обраний на посаду «міським товариством» у 1841 році. Під час його перебування на посаді, за оцінкою істориків Дмитра Багалія та Дмитра Міллера, «…міське господарство настільки занепало, що звернуло на себе увагу губернського начальства, який призначив з цього приводу особливе слідство».
- 1844–1846 рр. — Рудаков Федір Михайлович — купець 3-ї гільдії. У 1841 році заміщав Грінченка під час його хвороби. У 1844 році обраний на посаду міського голови.
- 1846–1847 рр. — Котляров Михайло Петрович (знов).
- 1847–1849 рр. — Рижов Іван Іванович — купець, власник заводу, один з найактивніших меценатів, опікун кафедрального Успенського собору. Удостоєний благословення Святійшого Синоду та золотої медалі «За похвальні на користь Батьківщини вчинки». Двічі обирався міським головою, першого разу відмовлявся від посади.
- 1850–1852 рр. — Рудаков Олексій Михайлович — купець, конфліктував з генерал-губернатором: був знятий з посади, потім відновлений, повторно обраний, удруге зміщений і засланий до Уфи. Після заслання повернувся до громадської діяльності, став гласним першої пореформеної Харківської міської думи.
- 1853–1858 рр. — Костюрін Сергій Кіндратович — купець, що торгував винами, благодійник, удостоєний різних нагород. На свої кошти на вулиці Мироносицькій спорудив будинок для 1-го міського початкового училища.
- 1859–1861 рр. — Северин Олександр Матвійович — купець 2-ї гільдії, торговець металевими виробами та галантерейними товарами; був старшим гласним Харківської міської думи, кілька разів виконував обов'язки міського голови (у цілому 7 місяців), потім обіймав цю посаду на постійній основі. Нагороджений трьома золотими медалями.
- 1862–1867 рр. — Скринник Олексій Олександрович — купець 1-ї гільдії, спадковий почесний громадянин. Обирався на посаду міського голови двічі. Ініціатор утворення першого на території України міської купецького банку, який згодом став взірцем муніципальної підприємницької діяльності.
- 1867–1870 рр. — Шатунов Микола Дмитрович — купець 2-ї гільдії, один з наймолодших міських голів (32 роки) в історії дореволюційного Харкова. Серед досягнень у період його правління відкриття Олександрівської лікарні.
- 1871–1873 рр. — Гордієнко Єгор Степанович (1812–1897 рр.) — професор, доктор медицини, суспільно-політичний діяч. З посади міського голови пішов у відставку за станом здоров'я.
- 1874–1875 рр. — Чепелкін Олексій Дмитрович — почесний громадянин, гласний за першим розрядом Харківської міської думи, почесний мировий суддя, голова з'їзду мирових суддів. Після відставки попередника перебував на посаді міського голови до закінчення терміну повноважень органів харківського міського самоврядування скликання 1871–1875 рр.
- 1875–1884 рр. — Ковальов Олександр Євгенович — виходець із дворян. Закінчив Харківський університет. Після завершення кар'єри чиновника працював мировим суддею. Тричі обирався міським головою.
- 1884–1891 рр. — Фесенко Іван Йосипович — спадковий дворянин, обраний міським головою після смерті Ковальова.
- 1892–1893 рр. — Щелков Володимир Петрович — виходець з купецької сім'ї, засновник однієї з перших нотаріальних контор. У період його роботи діяльність міської думи ускладнили сильна повінь, епідемія тифу і проблеми в стосунках з губернською владою. Відповідно до нового міського положення, повноваження органів місцевого самоврядування Харкова було достроково припинено в 1893 р.
- 1893–1900 рр. — Голенищев-Кутузов Іван Тимофійович — засновник великих банківських установ. Під його керівництвом випустили першу міську позику, організував створення муніципальних дохідних підприємств (електростанції і боєнь), сприяв виникненню паровозобудівного заводу.
- 1900–1912 рр. — Погорілко Олександр Костянтинович — учений, громадський діяч. Зробив значний внесок у створення міського електричного освітлення.
- 1913 р. (січень — лютий) — Будберг Роман Юлійович — дворянин. Був головою Харківського товариства грамотності, членом губернської земської управи. Обраний на посаду рішенням «прогресистської» міської думи. Відмовився від посади на знак протесту проти демонстративного нехтування з боку міністерства внутрішніх справ.
- 1913–1914 рр. — Дорофєєв Микола Євдокимович — викладач університету. Належав до ліберально-демократичного крила думи. З 1912 року фактично керував міським самоврядуванням, у зв'язку з важкою хворобою Погорілка, потім був виконувачем обов'язків і «виконувачем посади» міського голови. Потім обіймав посаду заступника міського голови аж до Лютневої революції 1917 р.
- 1914 р. (вересень — жовтень) — Бич-Лубенський Іван Михайлович — дворянин. Був одним з лідерів правого крила міської думи і найбільш войовничих реакціонерів у складі міського самоврядування. Двічі висувався на посаду міського голови від консервативно-монархічної партії. Був обраний 18 вересня 1914 р., проте відмовився від посади ще до затвердження від міністра внутрішніх справ.
- 1914–1917 рр. — Багалій Дмитро Іванович (26.10 (7.11) 1857 — 9.02.1932) — відомий науковець і громадський діяч, українофіл.
- 1917–1918 рр. — Стефанович Сергій Григорович — у 1917 р. на перших демократичних виборах у Харкові більшість здобувають есери і С. Г. Стефанович, як активний діяч цієї партії, обраний міським головою. Незабаром його відсторонила від обійманої посади муніципальна рада, яку створили харківські більшовики. Після припинення діяльності радянської влади в Харкові знову очолював міське самоврядування.

## Перший радянський період: голови ради
- Лазько Михайло Миколайович (1917) — голова Харківської ради робітничих депутатів.
- Свєтлов Іван Іванович (1917) — голова Харківської ради робітничих і солдатських депутатів.
- Кін Павло Андрійович (1917) — голова виконкому Харківської ради робітничих і солдатських депутатів.
- Артем (Сергєєв Федір Андрійович) (1917) — голова виконкому Харківської ради робітничих і солдатських депутатів.
- Буздалін Сергій Феоктистович (1917–1918) — голова виконкому Харківської ради робітничих і солдатських депутатів.
- Гулий Костянтин Макарович (1918) — голова Харківської міської ради.
- Тишков Семен Якович (1919) — голова президії виконкому Харківської міської ради.
- Кін Павло Андрійович (1919) — голова президії виконкому Харківської міської ради.
- Іванов Олексій Миколайович (1920) — голова Харківської міської ради.
- Волін Борис Михайлович (1920) — голова Харківської міської ради.
- Іванов Андрій Васильович (1920) — голова Харківської міської ради.
- Аверін Василь Кузьмич (1921) — голова Харківської міської ради.
- Кузнєцов Степан Матвійович (1921) — голова Харківської міської ради.
- Гулий Костянтин Макарович (1921–1922) — голова Харківської міської ради.
- Кузнєцов Степан Матвійович (1922–1923) — голова Харківської міської ради.
- Федотов Костянтин Якович (1923–1925) — голова Харківської міської ради.
- Чернуха Олексій Данилович (1925) — в.о. голови, секретар Харківської міської ради.
- Гаврилін Іван Дмитрович (1926–1927) — голова Харківської міської ради.
- Кожухов Іван Кристанович (1927–1929) — голова Харківської міської ради.
- Бородай Григорій Михайлович (1929–1930) — голова Харківської міської ради.
- Сидоров Олександр Андрійович (1930–1932) — голова Харківської міської ради.
- Кузоятов Федір Петрович (1932–1933) — голова Харківської міської ради.
- Шелехес Ілля Савелійович (1933–1934) — голова Харківської міської ради.
- Саратиков Самуїл Бежанович (1934–1935) — голова Харківської міської ради.
- Богуцький Володимир Никифорович (1935–1937) — голова Харківської міської ради.
- Гресс Андрій Іванович (1937) — в.о. голови Харківської міської ради.
- Ткаченко Марко Кіндратович (1937) — в.о. голови Харківської міської ради.
- Клочко Петро Сергійович (1937) — голова Харківської міської ради.
- Ткаченко Марко Кіндратович (1937) — в.о. голови Харківської міської ради.
- Бобров Іван Іванович (1937–1939) — голова Харківської міської ради.
- Селіванов Олександр Гнатович (1940–1941) — голова виконкому Харківської міської ради.

## Період німецької окупації: обер-бургомістри
- Крамаренко Олексій Іванович (1941–1942) — обер-бургомістр Харкова.
- Семененко Олександр Платонович (1942–1943) — обер-бургомістр Харкова.
- Козакевич Павло Павлович (1943) — обер-бургомістр Харкова.

## Другий радянський період: голови виконавчого комітету
- Селіванов Олександр Гнатович (1943–1948) — голова виконкому Харківської міської ради.
- Сачко Петро Петрович (1948–1950) — голова виконкому Харківської міської ради.
- Коптєв Анатолій Панасович (1950–1953) — голова виконкому Харківської міської ради.
- Булгаков Олександр Олександрович (1953) — голова виконкому Харківської міської ради.
- Михайлик Олексій Федосійович (1953–1960) — голова виконкому Харківської міської ради.
- Федоренко Костянтин Григорович (1960–1961) — голова виконкому Харківської міської ради.
- Власенко Георгій Юхимович (1961–1969) — голова виконкому Харківської міської ради.
- Гуровий Юрій Андрійович (1969–1976) — голова виконкому Харківської міської ради.
- Матюшенко Юрій Єлисейович (1976–1980) — голова виконкому Харківської міської ради.
- Ведерніков Валентин Вадимович (1980–1984) — голова виконкому Харківської міської ради.
- Обревко Володимир Володимирович (1984–1985) — голова виконкому Харківської міської ради.
- Резніченко Анатолій Сергійович (1985) — голова виконкому Харківської міської ради.
- Соколовський Степан Миколайович (1986–1990) — голова виконкому Харківської міської ради.

## Міські голови сучасності
- Кушнарьов Євген Петрович (1990—1998)
- Пилипчук Михайло Дмитрович (1998—2002)
- Шумілкін Володимир Андрійович (2002—2006)
На посаду голови претендувало 16 осіб. На виборах 2002 р. В. А. Шумілкін набрав майже 36,5 % голосів. Друге та третє місця зайняли І секретар обкому КПУ Алла Александровська та голова Харківської обласної організації Народного Руху України Анатолій Семенченко. На четвертому місці — «проти всіх» (жодного з 14 претендентів на крісло голови не підтримали трішки більше, ніж 17 %).[2]
- Добкін Михайло Маркович (з 2006 по 18 березня 2010 року[3])
На виборах 2006 р. за нього проголосували 309.413 харків'ян. Слідом за ним — Володимир Шумілкін, за якого віддали свої голоси 167.386 харків'ян. Алла Александровська отримала 57.978 голосів, «проти всіх» — 49.479[4]
- Кернес Геннадій Адольфович (2010—2020)
В.о. з 18-19 березня[5], обраний 31 жовтня, зареєстрований 14 листопада[6], склав присягу 24 листопада 2010 року. Помер на посаді 17 грудня 2020 року.
- Терехов Ігор Олександрович (в.о. з 17 грудня 2020 року, з 11 листопада 2021 — Міський голова[1]).